# إميل بيرين
إميل بيرين (بالفرنسية: Émile Perrin)‏ هو رسام فرنسي، ولد في 19 يناير 1814 في روان في فرنسا، وتوفي في 8 أكتوبر 1885 في باريس في فرنسا.